# Lista țărilor în funcție de avere per adult

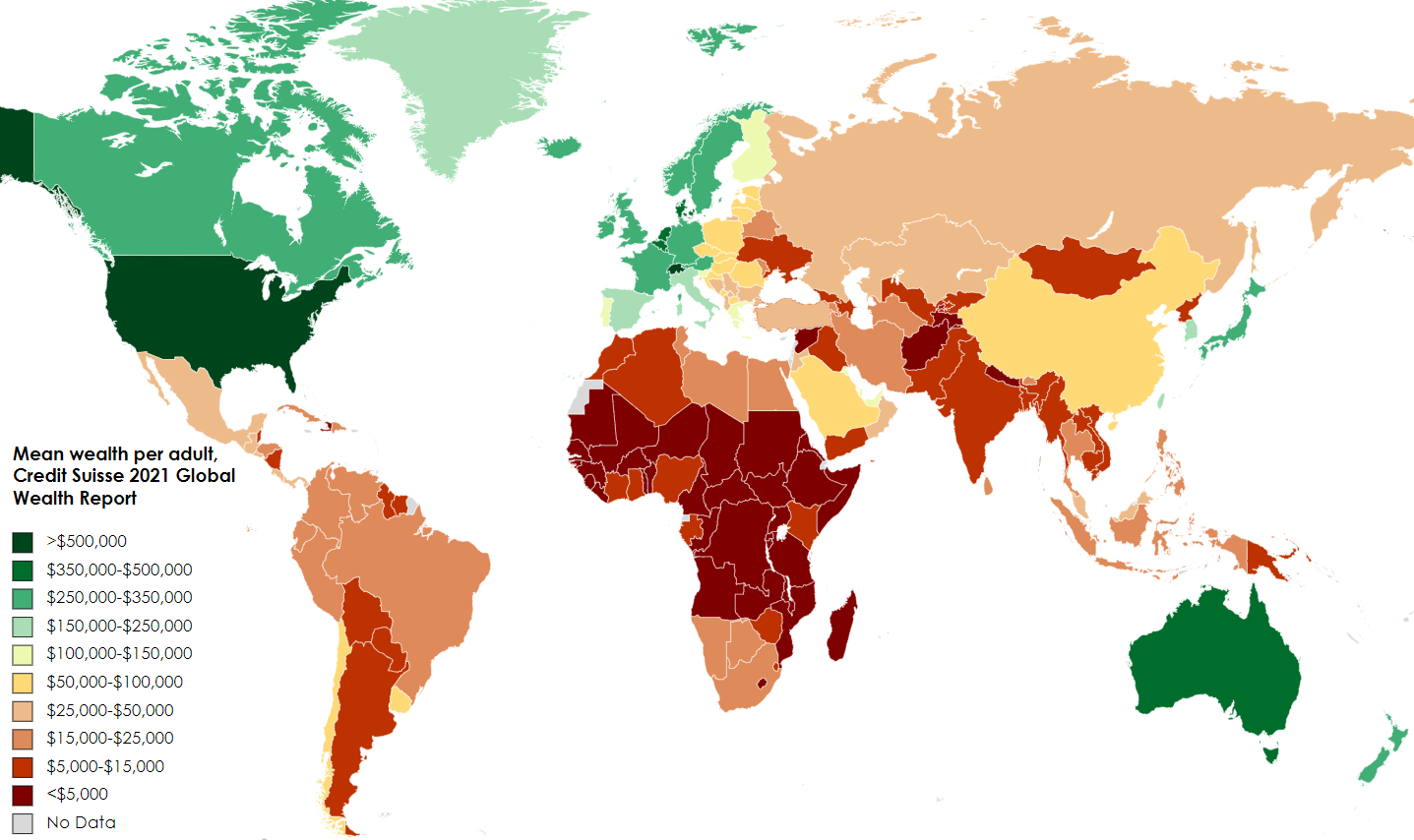
Harta țărilor în funcție de averea „medie (în USD) per adult, conform datelor publicate de Credit Suisse în anul 2021 (țară)

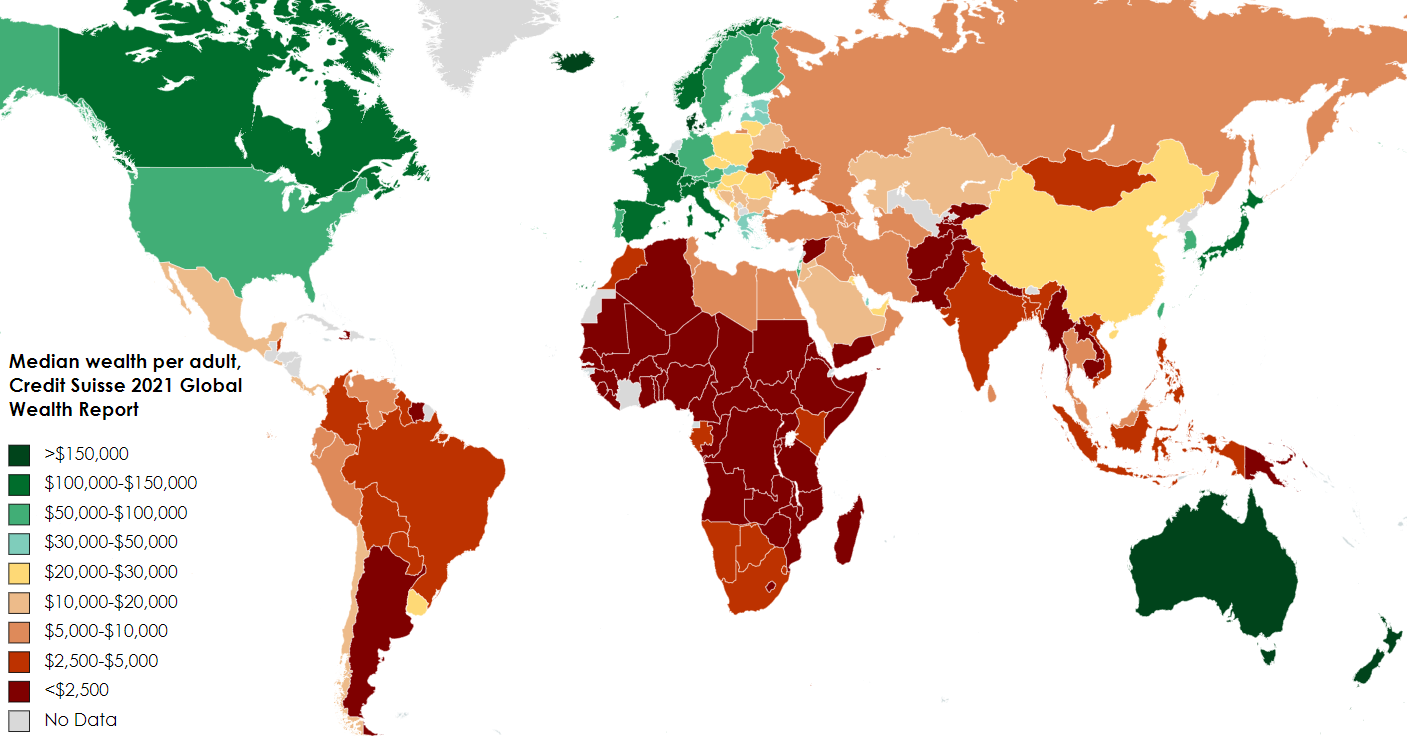
Harta țărilor în funcție de averea „mediană (în USD) per adult, conform datelor publicate de Credit Suisse în anul 2021 (populație)

Lista țărilor lumii în funcție de avere per adult sau gospodărie, din surse precum Global Wealth Databook, publicație anuală a Credit Suisse și Better Life Index publicat de OCDE. Averea (bogăția) include atât active financiare, cât și nefinanciare.

## Lista Global Wealth Databook (Credit Suisse) a țărilor în funcție de averea per adult
Credit Suisse publică diverse statistici relevante pentru calcularea averii nete. Aceste valori sunt influențate de prețurile imobiliare, prețurile pieței acțiunilor, ratele de schimb, pasivele, datoriile, procentul adult al populației, resursele umane, resursele naturale, capitalul și progresele tehnologice, care pot crea noi active sau pot face ca altele să-și piardă valoarea în viitor.
În perioadele de creștere a pieței de acțiuni, bogăția relativă națională și pe cap de locuitor a țărilor în care oamenii sunt mai expuși la acele piețe, cum ar fi Statele Unite și Regatul Unit, tinde să crească. Dar când piețele de acțiuni sunt în scădere, bogăția relativă a țărilor în care oamenii investesc mai mult în imobiliare sau obligațiuni, cum ar fi Franța și Italia, tinde să scadă. Țările cu populații mai în vârstă, precum Germania și Italia, ar avea o bogăție relativă mai mare dacă ar fi calculată pe locuitor și nu pe adult.
Averea medie este valoarea obținută prin împărțirea averii totale agregate la numărul de adulți. Averea mediană este suma care împarte populația în două grupuri egale: jumătate dintre adulți au o avere peste medie, iar cealaltă jumătate sub medie. În țările în care bogăția este foarte concentrată într-un procent mic de oameni, media poate fi mult mai mare decât mediana (de exemplu, Statele Unite). Pentru a vedea acest lucru, faceți clic pe antetul coloanei averii mediane și sortați în ordine descrescătoare.

### După regiune
| Localizare                         | Populație adultă | Avere mediană (USD) | Avere medie (USD) | Avere totală (mld. USD) | Gini (%) |
|                                    |                  |                     |                   |                         |          |
| ---------------------------------- | ---------------- | ------------------- | ----------------- | ----------------------- | -------- |
| Total global                       | 5.298.564.000    | 8.360               | 87.489            | 463.567                 | 88.9     |
| America de Nord                    | 282.072.000      | 95.255              | 560.846           | 158.199                 | 84.2     |
| China                              | 1.110.504.000    | 28.258              | 76.639            | 85.107                  | 70.1     |
| Europa                             | 589.822.000      | 26.385              | 180.275           | 106.330                 | 81.6     |
| Asia-Pacific (fără China și India) | 1.256.863.000    | 5.218               | 64.700            | 81.319                  | 88.5     |
| America Latină                     | 453.836.000      | 5.139               | 27.717            | 12.579                  | 85.8     |
| India                              | 915.667.000      | 3.457               | 15.535            | 14.225                  | 82.3     |
| Africa                             | 689.800.000      | 1.111               | 8.419             | 5.808                   | 87.9     |

### După țară
Gini: Un coeficient Gini mai mare înseamnă o inegalitate mai mare în distribuția bogăției, 0 fiind egalitate absolută, în timp ce o valoare aproape de 100% poate apărea într-o situație în care toată lumea are bogăție zero, cu excepția unei minorități foarte mici.
| Localizare                    | Populație adultă | Avere mediană | Avere medie | Gini % |
|                               |                  |               |             |        |
| ----------------------------- | ---------------- | ------------- | ----------- | ------ |
| Afganistan                    | 19.045.000       | 1.028         | 2.139       | 68,9   |
| Albania                       | 2.196.000        | 17.613        | 35.529      | 68,6   |
| Algeria                       | 27.980.000       | 2.552         | 10.141      | 84,8   |
| Angola                        | 14.856.000       | 1.162         | 3.701       | 81,4   |
| Antigua și Barbuda            | 71.000           | 5.962         | 19.338      | 81,3   |
| Argentina                     | 31.171.000       | 3.263         | 10.446      | 80,9   |
| Armenia                       | 2.178.000        | 8.883         | 21.802      | 73,1   |
| Aruba                         | 82.000           | 16.100        | 52.221      | 81,3   |
| Australia                     | 19.359.000       | 273.903       | 550.110     | 66,2   |
| Austria                       | 7.297.000        | 75.075        | 250.125     | 74,2   |
| Azerbaidjan                   | 7.222.000        | 6.732         | 15.953      | 72,6   |
| Bahamas                       | 282.000          | 7.376         | 60.263      | 89,5   |
| Bahrain                       | 1.349.000        | 17.640        | 98.031      | 88,5   |
| Bangladesh                    | 108.089.000      | 3.680         | 9.490       | 75,4   |
| Barbados                      | 222.000          | 24.653        | 70.807      | 80,5   |
| Belarus                       | 7.343.000        | 13.889        | 26.221      | 67,2   |
| Belgia                        | 9.026.000        | 267.887       | 381.114     | 59,9   |
| Belize                        | 252.000          | 3.017         | 11.295      | 83,5   |
| Benin                         | 6.025.000        | 924           | 2.976       | 80,0   |
| Bolivia                       | 7.242.000        | 3.928         | 14.098      | 80,8   |
| Bosnia și Herțegovina         | 2.632.000        | 15.938        | 33.122      | 69,2   |
| Botswana                      | 1.393.000        | 4.357         | 19.388      | 87,9   |
| Brazilia                      | 155.248.000      | 3.743         | 21.429      | 89,2   |
| Brunei                        | 314.000          | 9.619         | 57.419      | 89,7   |
| Bulgaria                      | 5.535.000        | 21.381        | 43.631      | 70,2   |
| Burkina Faso                  | 9.805.000        | 521           | 1.618       | 79,0   |
| Burundi                       | 5.559.000        | 360           | 809         | 70,3   |
| Cambodgia                     | 10.359.000       | 2.196         | 6.270       | 78,3   |
| Camerun                       | 13.109.000       | 989           | 3.490       | 83,3   |
| Canada                        | 30.203.000       | 151.248       | 409.297     | 72,6   |
| Republica Centrafricană       | 2.226.000        | 277           | 980         | 84,5   |
| Ciad                          | 7.314.000        | 503           | 1.372       | 77,6   |
| Chile                         | 14.358.000       | 18.820        | 54.639      | 79,4   |
| China                         | 1.110.504.000    | 28.258        | 76.639      | 70,1   |
| Columbia                      | 36.094.000       | 4.866         | 17.079      | 83,5   |
| Comore                        | 459.000          | 1.397         | 6.062       | 86,1   |
| Republica Democrată Congo     | 41.101.000       | 407           | 1.438       | 83,0   |
| Congo                         | 2.787.000        | 447           | 1.841       | 85,5   |
| Costa Rica                    | 3.746.000        | 15.957        | 45.677      | 79,7   |
| Croația                       | 3.287.000        | 33.240        | 68.272      | 70,2   |
| Cipru                         | 685.000          | 37.381        | 149.824     | 79,1   |
| Cehia                         | 8.520.000        | 22.958        | 82.240      | 77,6   |
| Danemarca                     | 4.538.000        | 171.175       | 426.494     | 73,9   |
| Djibouti                      | 632.000          | 1.169         | 3.755       | 79,6   |
| Dominica                      | 50.000           | 10.885        | 35.307      | 81,3   |
| Ecuador                       | 11.578.000       | 5.979         | 20.539      | 80,1   |
| Egipt                         | 60.743.000       | 7.426         | 23.134      | 79,3   |
| El Salvador                   | 4.254.000        | 10.122        | 38.523      | 81,2   |
| Guineea Ecuatorială           | 798.000          | 6.326         | 24.769      | 86,4   |
| Eritrea                       | 1.761.000        | 1.199         | 3.113       | 76,3   |
| Estonia                       | 1.040.000        | 38.935        | 77.360      | 73,1   |
| Etiopia                       | 59.133.000       | 1.690         | 3.861       | 72,3   |
| Fiji                          | 569.000          | 6.630         | 20.518      | 78,5   |
| Finlanda                      | 4.387.000        | 80.152        | 186.208     | 74,4   |
| Franța                        | 50.171.000       | 139.169       | 322.074     | 70,2   |
| Gabon                         | 1.242.000        | 6.353         | 18.647      | 79,7   |
| Gambia                        | 1.151.000        | 732           | 2.942       | 85,7   |
| Georgia                       | 2.946.000        | 4.774         | 15.673      | 81,7   |
| Germania                      | 68.056.000       | 60.633        | 256.985     | 78,8   |
| Ghana                         | 17.054.000       | 2.962         | 7.604       | 75,3   |
| Grecia                        | 8.440.000        | 55.016        | 108.300     | 68,2   |
| Grenada                       | 79.000           | 16.222        | 52.618      | 81,3   |
| Guineea                       | 6.302.000        | 1.221         | 3.935       | 81,6   |
| Guinea-Bissau                 | 976.000          | 693           | 1.896       | 78,0   |
| Guyana                        | 503.000          | 4.848         | 14.389      | 76,9   |
| Haiti                         | 6.753.000        | 483           | 1.358       | 79,9   |
| Hong Kong                     | 6.315.000        | 202.376       | 552.930     | 73,8   |
| Ungaria                       | 7.745.000        | 31.095        | 70.668      | 68,0   |
| Islanda                       | 257.000          | 375.735       | 457.795     | 64,6   |
| India                         | 915.667.000      | 3.457         | 15.535      | 82,3   |
| Indonezia                     | 183.735.000      | 5.030         | 18.534      | 78,2   |
| Iran                          | 58.631.000       | 12.968        | 39.093      | 79,2   |
| Irak                          | 21.931.000       | 7.428         | 16.919      | 71,0   |
| Irlanda                       | 3.659.000        | 91.591        | 251.337     | 80,0   |
| Israel                        | 5.719.000        | 92.426        | 273.417     | 74,7   |
| Italia                        | 49.766.000       | 112.138       | 231.323     | 67,2   |
| Jamaica                       | 2.061.000        | 6.712         | 21.712      | 82,2   |
| Japonia                       | 104.763.000      | 119.999       | 245.238     | 64,7   |
| Iordania                      | 5.964.000        | 11.280        | 30.814      | 76,7   |
| Kazahstan                     | 12.300.000       | 18.321        | 42.559      | 77,6   |
| Kenya                         | 28.403.000       | 3.863         | 12.987      | 82,6   |
| Coreea de Sud                 | 42.707.000       | 93.141        | 237.644     | 68,2   |
| Kuweit                        | 3.183.000        | 39.392        | 171.348     | 86,2   |
| Kârgâzstan                    | 3.988.000        | 2.456         | 6.276       | 75,2   |
| Laos                          | 4.380.000        | 1.664         | 7.916       | 88,3   |
| Letonia                       | 1.456.000        | 41.897        | 87.270      | 80,5   |
| Liban                         | 4.553.000        | 24.748        | 75.734      | 80,2   |
| Lesotho                       | 1.259.000        | 353           | 1.724       | 88,8   |
| Liberia                       | 2.580.000        | 1.740         | 5.259       | 80,6   |
| Libia                         | 4.517.000        | 3.830         | 9.732       | 76,0   |
| Lituania                      | 2.140.000        | 28.407        | 63.508      | 72,0   |
| Luxemburg                     | 504.000          | 350.271       | 657.564     | 66,3   |
| Madagascar                    | 14.273.000       | 618           | 2.118       | 82,1   |
| Malawi                        | 9.209.000        | 601           | 2.378       | 84,5   |
| Malaysia                      | 22.727.000       | 8.023         | 27.078      | 83,0   |
| Maldive                       | 407.000          | 6.823         | 21.459      | 80,8   |
| Mali                          | 8.921.000        | 862           | 2.629       | 80,0   |
| Malta                         | 359.000          | 97.524        | 162.581     | 61,1   |
| Mauritania                    | 2.443.000        | 1.127         | 2.938       | 75,8   |
| Mauritius                     | 976.000          | 29.296        | 65.031      | 71,6   |
| Mexic                         | 86.570.000       | 15.684        | 48.138      | 80,4   |
| Republica Moldova             | 3.182.000        | 9.095         | 18.392      | 69,1   |
| Mongolia                      | 2.076.000        | 2.902         | 7.310       | 74,2   |
| Muntenegru                    | 477.000          | 40.163        | 75.759      | 68,1   |
| Maroc                         | 24.652.000       | 4.226         | 15.164      | 82,4   |
| Mozambic                      | 14.687.000       | 469           | 1.117       | 75,0   |
| Myanmar                       | 36.281.000       | 3.364         | 7.112       | 68,0   |
| Namibia                       | 1.404.000        | 5.311         | 22.369      | 86,8   |
| Nepal                         | 18.548.000       | 1.448         | 4.189       | 78,8   |
| Țările de Jos                 | 13.527.000       | 142.994       | 400.828     | 75,0   |
| Noua Zeelandă                 | 3.634.000        | 231.257       | 472.153     | 70,0   |
| Nicaragua                     | 4.185.000        | 3.606         | 13.523      | 81,3   |
| Niger                         | 10.134.000       | 565           | 1.420       | 73,8   |
| Nigeria                       | 98.681.000       | 1.722         | 7.618       | 86,0   |
| Norvegia                      | 4.225.000        | 132.482       | 334.432     | 79,4   |
| Oman                          | 3.810.000        | 9.343         | 40.962      | 88,0   |
| Pakistan                      | 126.601.000      | 2.518         | 6.237       | 74,0   |
| Panama                        | 2.900.000        | 13.556        | 49.935      | 81,9   |
| Papua Noua Guinee             | 5.068.000        | 2.282         | 8.449       | 84,3   |
| Paraguay                      | 4.535.000        | 3.937         | 12.078      | 81,5   |
| Peru                          | 22.795.000       | 6.148         | 20.940      | 80,0   |
| Filipine                      | 68.428.000       | 2.772         | 14.502      | 87,3   |
| Polonia                       | 30.244.000       | 16.640        | 50.426      | 71,6   |
| Portugalia                    | 8.338.000        | 66.029        | 154.377     | 70,6   |
| Qatar                         | 2.428.000        | 100.014       | 183.106     | 58,6   |
| România                       | 15.123.000       | 20.389        | 42.351      | 69,6   |
| Rusia                         | 111.419.000      | 6.919         | 34.005      | 88,0   |
| Rwanda                        | 6.780.000        | 1.231         | 4.179       | 81,8   |
| Samoa                         | 107.000          | 6.090         | 17.396      | 77,7   |
| São Tomé și Príncipe          | 107.000          | 1.987         | 4.610       | 73,4   |
| Arabia Saudită                | 24.558.000       | 19.323        | 84.407      | 86,4   |
| Senegal                       | 8.231.000        | 1.675         | 5.001       | 79,7   |
| Serbia                        | 5.466.000        | 14.877        | 32.816      | 71,3   |
| Seychelles                    | 69.000           | 23.190        | 57.619      | 76,0   |
| Sierra Leone                  | 4.045.000        | 352           | 799         | 73,2   |
| Singapore                     | 4.932.000        | 93.133        | 358.204     | 78,8   |
| Slovacia                      | 4.344.000        | 41.935        | 63.493      | 50,5   |
| Slovenia                      | 1.670.000        | 60.956        | 107.476     | 65,2   |
| Insulele Solomon              | 357.000          | 4.718         | 15.596      | 81,4   |
| Africa de Sud                 | 38.133.000       | 5.252         | 24.601      | 88,6   |
| Spania                        | 37.825.000       | 104.163       | 222.888     | 69,1   |
| Sri Lanka                     | 14.846.000       | 9.813         | 27.040      | 77,0   |
| Sfânta Lucia                  | 140.000          | 8.407         | 27.268      | 81,3   |
| Sfântul Vicențiu și Grenadine | 79.000           | 5.823         | 18.887      | 81,3   |
| Surinam                       | 387.000          | 1.547         | 8.060       | 88,6   |
| Suedia                        | 7.829.000        | 95.051        | 381.968     | 88,1   |
| Elveția                       | 7.003.000        | 168.084       | 696.604     | 77,2   |
| Siria                         | 11.449.000       | 556           | 1.562       | 77,8   |
| Taiwan                        | 19.733.000       | 113.938       | 297.864     | 70,7   |
| Tadjikistan                   | 5.337.000        | 1.938         | 4.597       | 72,8   |
| Tanzania                      | 28.690.000       | 1.671         | 4.260       | 74,4   |
| Thailanda                     | 54.411.000       | 8.662         | 24.638      | 77,1   |
| Timorul de Est                | 708.000          | 3.257         | 5.849       | 62,7   |
| Togo                          | 4.207.000        | 488           | 1.518       | 81,5   |
| Tonga                         | 59.000           | 15.409        | 44.014      | 77,7   |
| Trinidad și Tobago            | 1.037.000        | 21.049        | 49.567      | 75,7   |
| Tunisia                       | 8.294.000        | 7.384         | 20.981      | 78,0   |
| Turcia                        | 58.575.000       | 5.964         | 19.496      | 81,0   |
| Turkmenistan                  | 3.782.000        | 9.168         | 20.588      | 70,5   |
| Uganda                        | 20.620.000       | 664           | 2.387       | 82,8   |
| Ucraina                       | 34.382.000       | 4.987         | 19.742      | 83,4   |
| Emiratele Arabe Unite         | 8.092.000        | 23.055        | 122.841     | 88,5   |
| Regatul Unit                  | 52.562.000       | 141.552       | 309.375     | 70,6   |
| Statele Unite                 | 251.779.000      | 93.271        | 579.051     | 85,0   |
| Uruguay                       | 2.545.000        | 22.519        | 57.726      | 77,4   |
| Vanuatu                       | 165.000          | 4.953         | 16.374      | 81,4   |
| Venezuela                     | 18.798.000       | 10.948        | 28.243      | 77,8   |
| Vietnam                       | 69.176.000       | 4.987         | 14.246      | 79,7   |
| Yemen                         | 15.760.000       | 1.697         | 7.808       | 88,3   |
| Zambia                        | 8.655.000        | 653           | 3.084       | 88,6   |
| Zimbabwe                      | 7.264.000        | 3.164         | 9.791       | 79,7   |

### Alte țări (estimări aproximative)
Pentru unele țări, Credit Suisse nu a putut furniza valori medii sau mediane ale averii. Pentru acele țări, au fost furnizate doar valori ale „PIB per adult”.
| Țară                       | Regiune ONU     | PIB per adult |
|                            |                 |               |
| -------------------------- | --------------- | ------------- |
| Andorra                    | Europa          | 52.474        |
| Anguilla                   | America Latină  | 26.510        |
| Insulele Bermude           | America de Nord | 189.744       |
| Bhutan                     | Asia-Pacific    | 4.696         |
| Insulele Virgine Britanice | America Latină  | 76.114        |
| Capul Verde                | Africa          | 5.380         |
| Insulele Cayman            | America Latină  | 145.583       |
| Insulele Cook              | Asia-Pacific    | 26.438        |
| Coasta de Fildeș           | Africa          | 5.296         |
| Cuba                       | America Latină  | 12.849        |
| Curaçao                    | America Latină  | 22.146        |
| Republica Dominicană       | America Latină  | 13.374        |
| Guyana Franceză            | America Latină  | 25.840        |
| Polinezia Franceză         | Asia-Pacific    | 29.500        |
| Groenlanda                 | America de Nord | 83.833        |
| Guadelupa                  | America Latină  | 33.588        |
| Guatemala                  | America Latină  | 8.198         |
| Honduras                   | America Latină  | 4.643         |
| Kiribati                   | Asia-Pacific    | 3.029         |
| Coreea de Nord             | Asia-Pacific    | 931           |
| Kosovo                     | Europa          | 6.512         |
| Liechtenstein              | Europa          | 252.879       |
| Macao                      | Asia-Pacific    | 52.442        |
| Macedonia de Nord          | Europa          | 8.624         |
| Insulele Marshall          | Asia-Pacific    | 6.693         |
| Martinica                  | America Latină  | 32.857        |
| Mayotte                    | Africa          | 22.557        |
| Micronezia                 | Asia-Pacific    | 5.726         |
| Monaco                     | Europa          | 242.437       |
| Montserrat                 | America Latină  | 21.123        |
| Nauru                      | Asia-Pacific    | 23.398        |
| Noua Caledonie             | Asia-Pacific    | 48.630        |
| Palau                      | Asia-Pacific    | 19.451        |
| Palestina                  | Asia-Pacific    | 6.465         |
| Puerto Rico                | America Latină  | 48.031        |
| Réunion                    | Africa          | 38.036        |
| San Marino                 | Europa          | 62.268        |
| Somalia                    | Africa          | 280           |
| Sudanul de Sud             | Africa          | 2.204         |
| Sint Maarten               | America Latină  | 30.547        |
| Sfântul Cristofor și Nevis | America Latină  | 24.397        |
| Sudan                      | Africa          | 2.802         |
| Eswatini                   | Africa          | 7.351         |
| Insulele Turks și Caicos   | America Latină  | 36.448        |
| Tuvalu                     | Asia-Pacific    | 7.780         |
| Uzbekistan                 | Asia-Pacific    | 3.063         |

## Lista OCDE a țărilor după averea medie a gospodăriilor (USD)
| Țară          | An   | Avere   |
|               |      |         |
| ------------- | ---- | ------- |
| Luxemburg     | 2018 | 941.162 |
| Elveția       | 2017 | 862.378 |
| Statele Unite | 2019 | 684.500 |
| Islanda       | 2017 | 602.377 |
| Australia     | 2018 | 528.578 |
| Regatul Unit  | 2017 | 524.422 |
| Noua Zeelandă | 2018 | 514.162 |
| Canada        | 2019 | 478.240 |
| Belgia        | 2017 | 447.607 |
| Suedia        | 2017 | 435.100 |
| Irlanda       | 2018 | 370.341 |
| Spania        | 2018 | 366.534 |
| Coreea de Sud | 2019 | 362.340 |
| Israel        | 2017 | 345.228 |
| Austria       | 2017 | 309.637 |
| Germania      | 2017 | 304.317 |
| Franța        | 2017 | 298.639 |
| Italia        | 2016 | 295.020 |
| Japonia       | 2014 | 294.735 |
| Norvegia      | 2018 | 268.358 |
| Portugalia    | 2017 | 255.303 |
| Țările de Jos | 2019 | 248.599 |
| Polonia       | 2016 | 233.221 |
| Finlanda      | 2016 | 230.032 |
| Slovenia      | 2017 | 223.286 |
| Estonia       | 2017 | 188.627 |
| Lituania      | 2017 | 182.039 |
| Slovacia      | 2017 | 171.425 |
| Cehia         | 2017 | 152.144 |
| Ungaria       | 2017 | 150.296 |
| Danemarca     | 2019 | 149.864 |
| Grecia        | 2018 | 148.323 |
| Chile         | 2017 | 135.787 |
| Mexic         | 2017 | 121.741 |
| Rusia         | 2017 | 103.017 |
| Turcia        | 2017 | 99.761  |
| Brazilia      | 2017 | 95.092  |
| Africa de Sud | 2017 | 91.755  |
| Letonia       | 2017 | 79.245  |